# Płockie Towarzystwo Wioślarskie

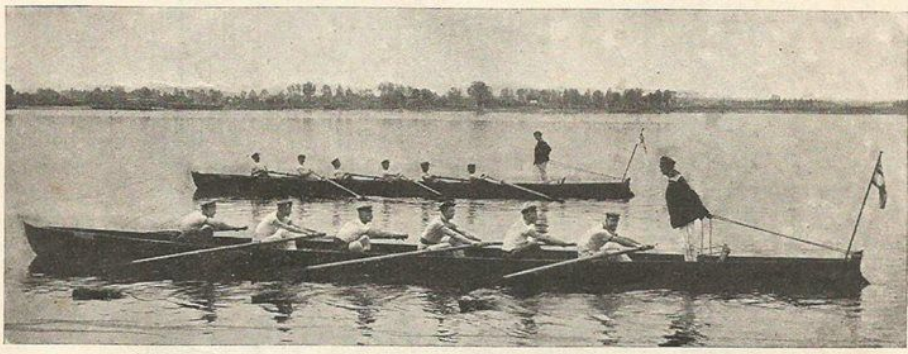
Klubowe sześciowiosłówki w 1919

Płockie Towarzystwo Wioślarskie (nazywane też: PTW Płock) – towarzystwo wioślarskie powstałe w 1882 r. na terenie Płocka. Członek założyciel Polskiego Związku Towarzystw Wioślarskich. Jeden z najstarszych klubów sportowych w Polsce.

## Historia Klubu

### Okres pod zaborem rosyjskim
Zamysł utworzenia towarzystwa wioślarskiego w Płocku powstał w sierpniu 1882 roku, gdy do miasta przybyli wioślarze WTW Warszawa. Celem warszawiaków było nie tylko wycieczka krajoznawcza, ale też zachęta polskich mieszkańców Płocka do założenia klubu wioślarskiego. Pokaz wioślarski przyniósł efekt, jako że jeszcze w tym samym roku grupa około 20 miejscowych Polaków zakupiła łodzie wioślarskie i prowadziła treningi na Wiśle. Grupa szybko wprowadziła dla swoich członków jednolite ubiory i zyskała miano „koła Zulusów” (ich pierwsza łódź nosiła bowiem nazwę "Zulus"). W związku z przewidywanymi trudnościami w zarejestrowaniu przez carskie władze polskiej organizacji, „Zulusi” postanowili wstrzymać się ze złożeniem wniosku do dogodnej chwili. Nastała ona w lecie 1884, gdy wśród delegacji witającej cara Aleksandra znaleźli się właśnie „Zulusi”. Zainteresowanie cara jednakowo ubranymi ludźmi z wiosłami w ręku skończyło się rozmową z carem. „Zulusi” wykorzystali to przy składaniu wniosku do lokalnych władz rosyjskich o wydanie zgody na utworzenie towarzystwa wioślarskiego. Po uzyskaniu zgody, 3 maja 1885 odbyło się zebranie członków założycieli Płockiego Towarzystwa Wioślarskiego, na którym wybrano władze.
Pierwszą – pływającą na pontonach – przystań PTW, zbudowano i otwarto 23 czerwca 1885 roku. Była ona zacumowana na Wiśle i miała funkcję letniej siedziby klubu oraz kąpieliska. Po spłonięciu tej przystani w 1892, PTW zbudowało drugą przystań, a w roku 1910 trzecią, większą. Wszystkie były przystaniami pływającymi, mieszczącymi łodzie i posiadającymi pomieszczenia służące spotkaniom towarzyskim. Pływające konstrukcje powodowały trudności w konserwacji metalowych pontonów, na których posadowiony był budynek klubowy.
Członkami PTW Płock mogli być w tym okresie wyłącznie mężczyźni. Wymogiem przyjęcia była niekaralność sądowa i niewykluczenie z innych towarzystw, czy organizacji. W związku z wysokością składek, członkostwo było w praktyce niedostępne dla biedniejszej części społeczeństwa. Towarzystwo było organizacją zrzeszająca Polaków, kultywującą narodowe tradycje i obchodzącą polskie święta. Liczba członków oscylowała w tym okresie wokół 100, wzrastając w 1914 roku do 180.
Podstawową działalnością PTW Płock było szkolenie wioślarskie. Towarzyszyła temu nauka pływania, która była w tamtym czasie niezbędną umiejętnością wioślarzy. Szkolenie prowadzili sternicy, którymi byli najbardziej doświadczeni zawodnicy i którzy pełnili funkcję zbliżoną do dzisiejszych trenerów. Celem było zarówno uczestnictwo w organizowanych regatach, jak i turystyka wioślarska, często wielodniowa. W rywalizacji sportowej PTW Płock uczestniczył od roku 1886, głównie w Płocku – organizując regaty międzyklubowe lub wewnętrzne. Uczestnictwo w zawodach międzyklubowych było okazją kontaktu towarzystwa z innymi polskimi klubami wioślarskimi z terenu wszystkich zaborów. W płockich regatach uczestniczyło Warszawskie Towarzystwo Wioślarskie, WTW Włocławek, ŁTW Łomża, Oddział Wioślarski Sokoła Krakowskiego, KTW Kalisz oraz KW 04 Poznań.
Oprócz działalności wioślarskiej, PTW Płock był jednym z centrów towarzyskiego życia polskiej ludności Płocka. Przystań, jak i położony na lądzie lokal zimowy, były miejscem spotkań, organizowano w niej wieczory muzyczno-wokalne, bale, tańce, odczyty polskiej poezji. Klub  organizował też uroczystości ”Wianków”, które były de facto demonstracją narodową. Przy PTW działał też chór (śpiewający pieśni polskie), biblioteka i czytelnia. W tajemnicy przed władzami obchodzono też rocznice powstań narodowych. Klub prowadził też działalność dobroczynną.
W listopadzie 1913 spłonęła przystań klubu, wraz z całym mieniem i znaczną częścią łodzi wioślarskich. Stanowiło to poważną stratę materialną i przeszkodę w dalszej działalności. Odbudowa stała się ponadto niemożliwa w związku z wybuchem I wojny światowej. Większość wioślarzy powołanych została do armii rosyjskiej, a Wisła została zamknięta dla ruchu wodnego. Klub wznowił działalność jeszcze w czasie wojny, w lecie 1917. Zbudował prowizoryczną przystań i już latem 1918 roku rozpoczął działalność sportową.

### Dwudziestolecie międzywojenne
Po odzyskaniu przez Polskę niepodległości, Płockie Towarzystwo Wioślarskie było jednym z trzynastu polskich klubów-założycieli Polskiego Związku Towarzystw Wioślarskich. Już W roku 1920 klub uruchomił też wioślarską sekcję kobiecą. W zawodach startowały one od 1921 roku.
Pierwszym poważnym zadaniem po I wojnie, była budowa własnej przystani – prowizoryczny obiekt zbudowany po pożarze w 1913 nie spełniał wymagań klubu. Pomimo wcześniejszych problemów z obiektami pływającymi, PTW zdecydował się ponownie na przystań pływającą posadowioną na pontonach. Uroczyste otwarcie odbyło się 25 maja 1922.
Liczba członków klubu oscylowała w okresie międzywojennym wokół 200, spadając w 1936 roku do 96. Klub miał charakter elitarny – konieczność zapłaty składek członkowskich eliminował uboższą część społeczeństwa. Zdecydowaną większość członków stanowili prawnicy, urzędnicy, przedsiębiorcy i nauczyciele. PTW w dalszym ciągu odgrywało w Płocku ważną rolę społeczną – organizowało bale, koncerty, tańce, a także „Wianki”. Klubowy chór występował nie tylko na imprezach organizowanych przez PTW, lecz również na większych koncertach i festiwalach muzycznych. Prowadził też nieodpłatne zajęcia sportowe dla młodzieży szkolnej.
Pod względem sportowym, lata powojenne nie były dla PTW Płock owocnymi. Zawodnicy rzadko uczestniczyli w międzyklubowych regatach poza Płockiem, wyjazdy ograniczając głównie do zawodów w Warszawie i Włocławku oraz w do udziału w mistrzostwach Polski. Przez całe lata 20. klub nie odnotował znaczących sukcesów. Przełomem było zatrudnienie w 1929 pierwszego zawodowego trenera wioślarstwa i pojawienie się na początku lat 30. osady J. Kawiecki, S. Łukaszewski.  Skutkowało to zdobyciem pierwszych medali mistrzostw Polski i wygranymi w innych regatach.
Działania wojenne wstrzymały działalność klubu.

### Okres po II wojnie
W toku działań wojennych, całkowitemu zniszczeniu uległ sprzęt wioślarski PTW Płock. Zawodnicy, którzy przeżyli wojnę, działalność wznowili już w roku 1945. Dzięki działaniom Juliusza Kaweckiego, klub zdobył na ziemiach odzyskanych sprzęt wioślarski po niemieckich klubach i można było wznowić treningi. Pozwoliło to już w 1947 roku zdobyć dwa tytuły Mistrzów Polski – w dwójce ze sternikiem i w czwórce bez sternika.
W roku 1949 komunistyczne władze nakazały klubowi wstąpić do Związkowego Klubu Sportowego „Budowlani” – jako sekcja wioślarska. Patronem klubu były w tym okresie Zakłady Stolarki Budowlanej, a zarząd przejęli działacze narzuceni odgórnie. Po 1955 roku nazwę zmieniono na Płocki Klub Wioślarski „Budowlani”, a na fali odwilży gomułkowskiej wrócili dawni działacze. W 1958 roku rozpoczęto budowę nowoczesnej siedziby, położonej na lądzie. Na jej terenie znajdował się m.in. pierwsza w Płocku kryta pływalnia. Ośrodek sportowy został ukończony w roku 1963, kiedy to pracę w klubie podjął Bohdan Karwowski, trener uznany za twórcę „płockiej szkoły wioślarstwa”. Jego metody szkoleniowe szybko przyniosły efekty, a zawodnicy zaczęli odnosić sukcesy, najpierw juniorskie, a w latach 70 – seniorskie. Od Monachium w 1972 regularnie reprezentowali Polskę na igrzyskach olimpijskich. Możliwe to było m.in. za sprawą bogatego sponsora, Przedsiębiorstwa Budownictwa Przemysłowego „Petrochemia”, które sfinansowało w 1974 budowę typowo wioślarskiej części ośrodka – basenu wioślarskiego i siłowni.
W roku 1978 klub powrócił do tradycyjnej nazwy Płockie Towarzystwo Wioślarskie, zachowując człon „Budowlani”, w celu uhonorowania budowlanych sponsorów. W roku tym uruchomił też w Zespole Szkół Zawodowych nr 3 (obecnie Zespół Szkół Technicznych w Płocku) klasę sportową o profilu wioślarskim. Od roku 1985 klasę tę przekształcono w Szkołę Mistrzostwa Sportowego, która działa do dziś. Do lat 80. PTW Płock odnosił sukcesy niemal wyłącznie w kategorii mężczyzn. Pierwszy kobiece złoto na mistrzostwach Polski Seniorów zdobył w czwórkach, w roku 1987, a już rok później Elżbieta Jankowska została pierwszą olimpijką w historii PTW.
Klubowi udało się niemal bezboleśnie przejść przez powszechne w polskim sporcie problemy związane z kryzysem PRL lat 80. i przemianami systemowymi początku lat 90. Pod koniec XX wieku PTW rozpoczął modernizację przystani. W celu szkolenia zawodników już w okresie szkoły podstawowej, powołał w 1996 roku UKS pod swoim patronatem. W tym samym roku powrócono do pierwszej nazwy klubu – Płockiego Towarzystwa Wioślarskiego.
XXI wiek to kontynuacja dobrej passy klubu. Zakończona została modernizacja przystani, a zawodnicy nadal zdobywali medale na mistrzostwach świata i Europy we wszystkich kategoriach wiekowych. Od Atlanty w 1996 roku żadnemu zawodnikowi PTW nie udało się jednak wystartować  w igrzyskach olimpijskich.

## Galeria zdjęć

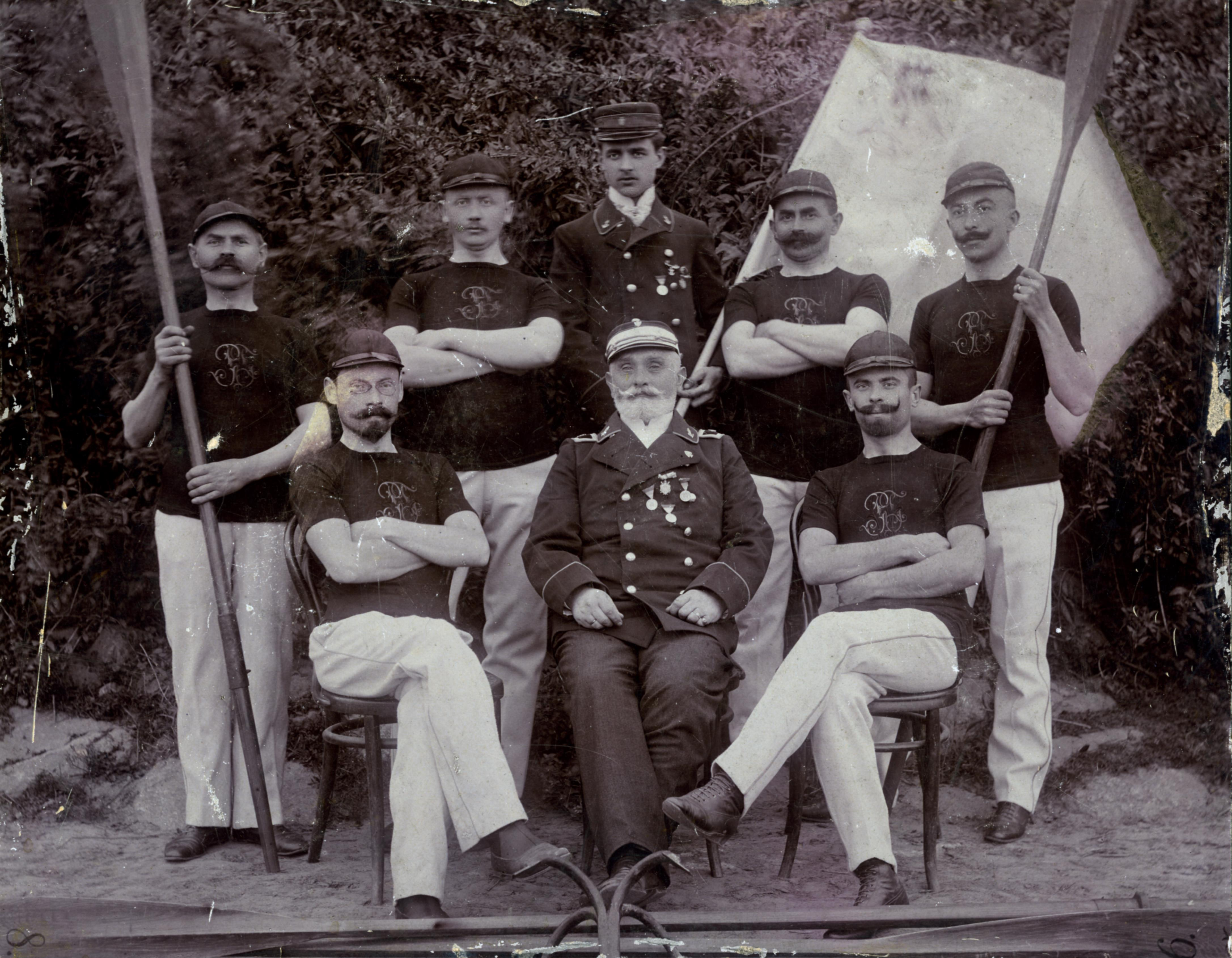
Grupa wioślarzy płockich w 1886
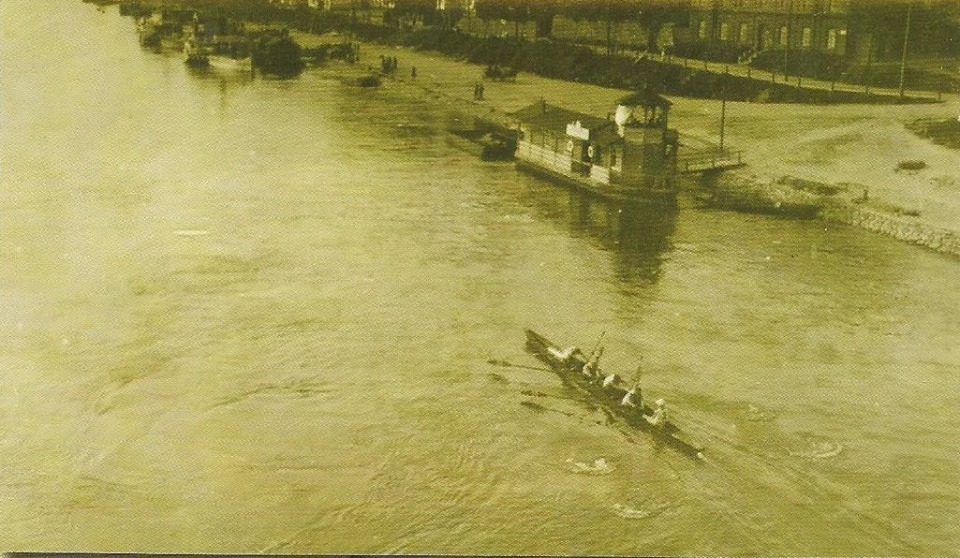
Jedne z pierwszych zawodów w Płocku
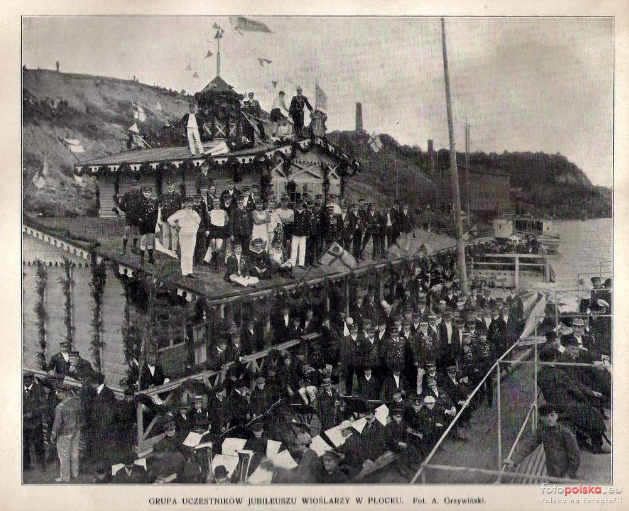
Przystań w roku 1910
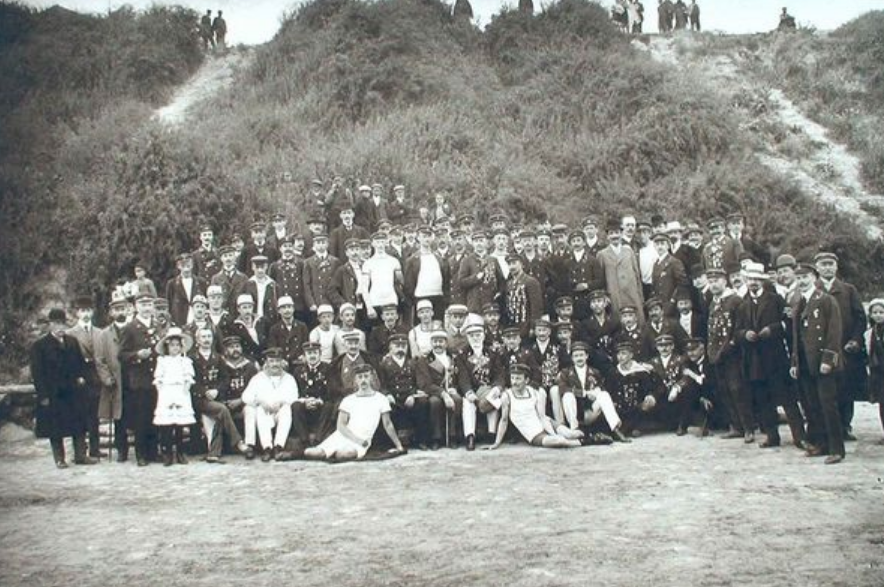
Zdjęcie zbiorowe w 1910
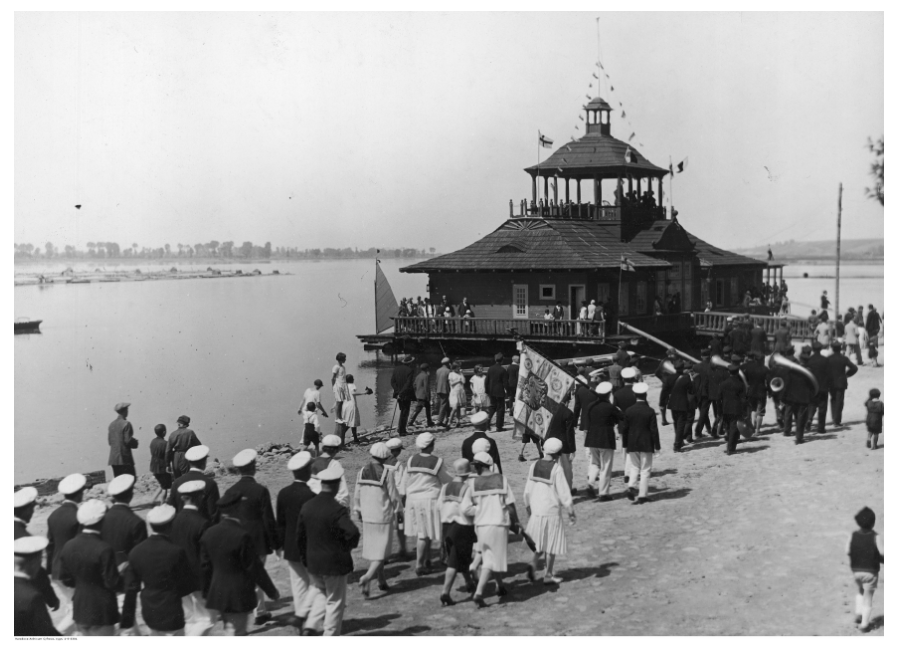
Przystań klubu w 1928

## Nazwy klubu
W swej historii klub nosił następujące nazwy:
1882-1885 – nieoficjalna nazwa: koło Zulusów,
1885-1949 – Płockie Towarzystwo Wioślarskie,
1949-1955 – Związkowy Klub Sportowy „Budowlani”,
1955-1978 – Płocki Klub Wioślarski „Budowlani”,
1978-1996 – Płockie Towarzystwo Wioślarskie „Budowlani”,
od 1996 – Płockie Towarzystwo Wioślarskie.

## Wyniki sportowe
W toku ponad stuletniej historii, PTW Płock miał kilka okresów sukcesów, które przeplatały się z latami posuchy.

### Osiągnięcia przedwojenne
W krajowej rywalizacji sportowej PZTW, Płockie Towarzystwo Wioślarskie uczestniczyło od roku 1920. W dwudziestoleciu międzywojennym, w poszczególnych latach uzyskało następujące wyniki w klasyfikacji klubowej (dane według tabel punktacyjnych PZTW za poszczególne lata - podane zostało miejsce i ilość klubów, które zdobyły w regatach punkty i oficjalnie je sklasyfikowano):
- w 1925 nieklasyfikowane[6],
- w 1926 - 12 miejsce na 14 klubów[6],
- w 1927 nieklasyfikowane[6],
- w 1928 - 11 miejsce na 13 klubów[7],
- w 1929 - 11 miejsce na 19 klubów[7],
- w 1930 - 20 miejsce na 22 kluby[8],
- w 1931 - 19 miejsce  na 27 klubów[9],
- w 1932 - 19 miejsce  na 27 klubów[10],
- w 1933 - 8 miejsce  na 42 kluby[11],
- w 1934 - 20 miejsce  na 41 klubów[12],
- w 1935 - 26 miejsce  na 46 klubów[13],
- w 1936 - 30 miejsce  na 42 klubów[14],
- w 1937 - 7 miejsce na 41 klubów[15],
- w 1938 - 8 miejsce  na 44 kluby[16],
- w 1939 klub nie został sklasyfikowany[17].

W związku z ograniczeniami finansowymi, zawodnicy zdobywali punkty głównie na zawodach w Warszawie, Włocławku oraz na mistrzostwach Polski – w imprezach w odleglejszych miastach rzadko startując. Tym należy tłumaczyć przeciętne wyniki przez większość międzywojnia. Warto przy tym zauważyć, iż wiele klubów w rywalizacji tej nie uczestniczyło lub nie zdołało w danym roku zdobyć punktów.
W rywalizacji indywidualnej przed II wojną światową zawodnicy PTW Płock zdobyli tylko jeden tytuł Mistrza Polski. Było to jednak o tyle znaczące osiągnięcie, że w czasie mistrzostw PZTW tylko w niektórych rozgrywanych konkurencjach przyznawano tytuły Mistrzów Polski, a konkurencji było dużo mniej niż obecnie. Oficjalne tytuły Mistrza Polski przyznawano ponadto tylko w rywalizacji seniorów. Przykładowo w roku 1920 tytuł ten przyznano tylko zwycięzcom biegu ósemek i czwórek ze sternikiem, a w 1928 – jedynie w pięciu konkurencjach. Mistrzostwo Polski  dla PTW zdobyła dwójka bez sternika w składzie: Juliusz Kawiecki i Stanisław Łukaszewski – w roku 1932. Ta sama osada zdobyła też na mistrzostwach Polski srebrny medal  (1934) i brązowy medal  (1933 i 1935). Ta sama dwójka wioślarzy w roku 1932 zdobyła też brąz  MP w konkurencji dwójki ze sternikiem (sternik M. Sobociński).
W rywalizacji międzynarodowej dwójka bez sternika Kawecki-Łukaszewski startowała dwukrotnie i dwukrotnie zajęła drugie miejsce na bydgoskich regatach międzynarodowych.

### Osiągnięcia powojenne
Po wojnie PTW Płock od lat 70. jest czołowym klubem wioślarskim w Polsce. Zawodnicy klubu zdobyli w tym okresie na mistrzostwach Polski różnych kategorii wiekowych setki medali. Kilkudziesięciu jego zawodników było reprezentantami Polski na największych imprezach wioślarskich. Bez wątpienia, największym sukcesem klubu było uczestnictwo dziesięciu jego zawodników w igrzyskach olimpijskich i dwa zdobyte na tej imprezie medale. Oprócz tego dwóch kolejnych wychowanków wystąpiło w igrzyskach olimpijskich reprezentując już kolejne kluby. Zawodnicy PTW Płock zdobywali również liczne medale mistrzostw świata i Europy we wszystkich kategoriach wiekowych. Poza osiągnięciami opisanymi w części „Najwybitniejsi zawodnicy”, najlepszymi uzyskanymi wynikami były:
- 2000 – Honorata Motylewska – Mistrzostwa Świata Seniorów, Zagrzeb – czwórka bez sternika,  srebrny medal,
- 1994 – Honorata Motylewska – Mistrzostwa Świata Młodzieżowców (Nations Cup), Paryż – czwórka podwójna,  złoty medal[18],
- 1999 – Bogdan Zalewski, Piotr Buchalski, Łukasz Olczak – Mistrzostwa Świata Juniorów, Barcelona – ósemka,  złoty medal,

Ostatnimi poważnymi międzynarodowymi sukcesami wioślarzy Płockiego Towarzystwa Wioślarskimi były natomiast:
- 2013 – Damian Salak – Mistrzostwa Świata Młodzieżowców Linz – ósemka,  brązowy medal[19],
- 2013 – Michał Iskra, Łukasz Krajewski – Mistrzostwa Świata Juniorów, Troki – czwórka bez sternika,  brązowy medal[20],
- 2018 – Jan Domerzdzki – Mistrzostwa Świata Juniorów, Račice – czwórka podwójna, IV miejsce[21].

Według punktacji Polskiego Związku Towarzystw Wioślarskich, klub w ostatnich latach zajął następujące miejsca w klasyfikacji drużynowej:
- w roku 1999 –  3 miejsce na 32 sklasyfikowane kluby[22],
- w roku 2000 –  3 miejsce na 33 sklasyfikowane kluby[22],
- w roku 2001 – 4 miejsce na 33 sklasyfikowane kluby[22],
- w roku 2002 – 4 miejsce na 33 sklasyfikowane kluby[22],
- w roku 2003 – 3 miejsce na 34 sklasyfikowane kluby[22],
- w roku 2004 – 6 miejsce na 34 sklasyfikowane kluby[22],
- w roku 2005 – 5 miejsce na 36 sklasyfikowanych klubów[22],
- w roku 2006 – 7 miejsce na 34 sklasyfikowane kluby[22],
- w roku 2007 – 6 miejsce na 35 sklasyfikowanych klubów[22],
- w roku 2008 – 7 miejsce na 37 sklasyfikowanych klubów[22],
- w roku 2009 – 7 miejsce na 38 sklasyfikowanych klubów[22],
- w roku 2010 – 9 miejsce na 37 sklasyfikowanych klubów[22],
- w roku 2011 – 6 miejsce na 35 sklasyfikowanych klubów[22],
- w roku 2012 – 8 miejsce na 35 sklasyfikowanych klubów[22],
- w roku 2013 – 8 miejsce na 38 sklasyfikowanych klubów[22],
- w roku 2014 – 8 miejsce na 36 sklasyfikowanych klubów[23],
- w roku 2015 – 7 miejsce na 38 sklasyfikowanych klubów[24],
- w roku 2016 – 11 miejsce na 37 sklasyfikowanych klubów[25],
- w roku 2017 – 6 miejsce na 35 sklasyfikowanych klubów[26],
- w roku 2018 – 8 miejsce na 36 sklasyfikowanych klubów[27].

### Najwybitniejsi zawodnicy

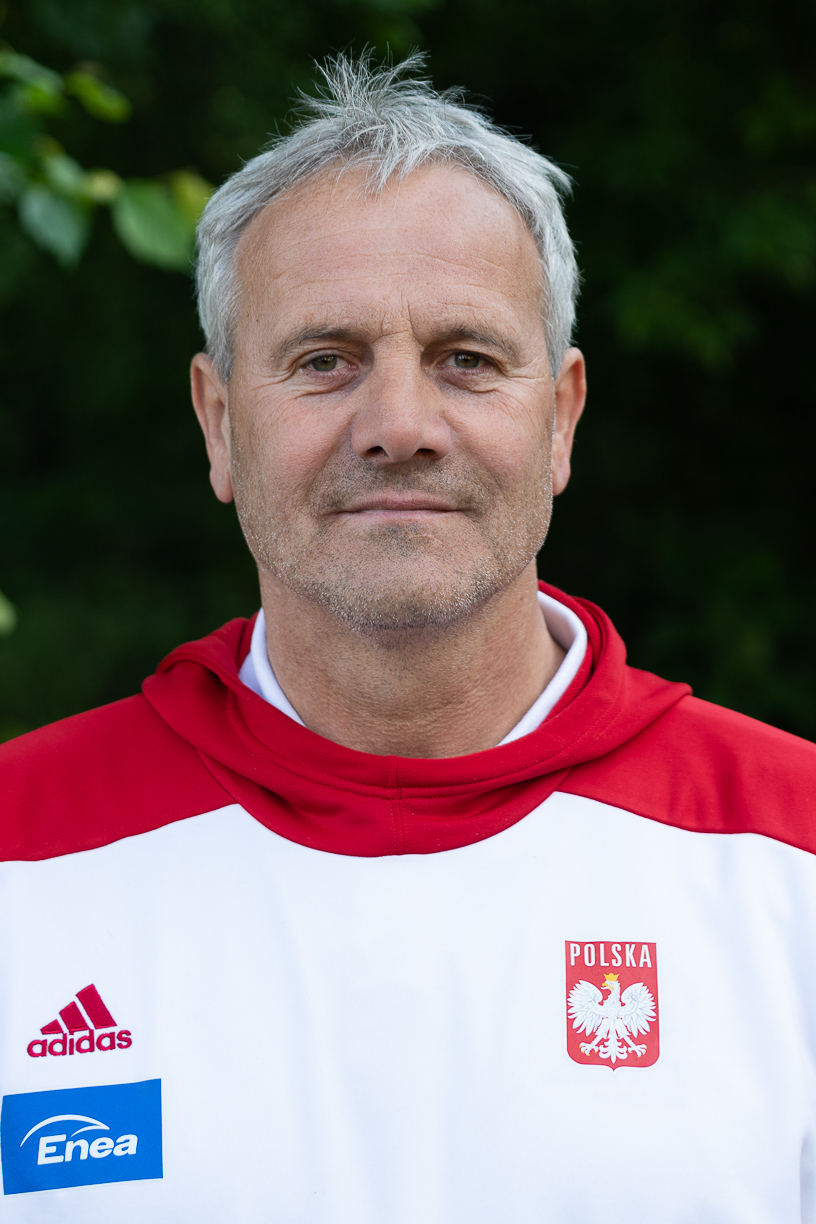
Wojciech Jankowski - już jako trener reprezentacji Polski w 2019

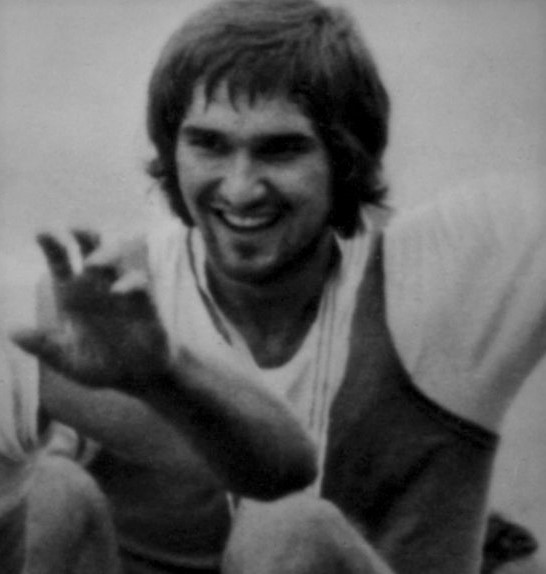
Grzegorz Stellak w 1975

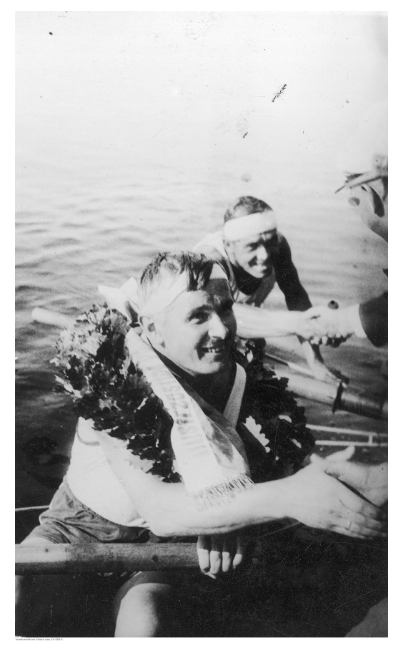
J. Kawiecki i S. Łukaszewski - MP 1932

Najwybitniejszymi zawodnikami w historii Płockiego Towarzystwa Wioślarskiego byli:
Wojciech Jankowski – wychowanek klubu, najbardziej utytułowany zawodnik w jego historii. Jego największe sukcesy:
- 1992 –  Igrzyska Olimpijskie, Barcelona – czwórka ze sternikiem –  brązowy medal,
- 1988 –  Igrzyska Olimpijskie, Seul – dwójka ze sternikiem – IX miejsce,
- 1996 –  Igrzyska Olimpijskie, Atlanta – czwórka bez sternika – XII miejsce,
- 1993 – Mistrzostwa Świata Seniorów, Račice – czwórka bez sternika –  srebrny medal,
- 1991 – Mistrzostwa Świata Seniorów, Wiedeń – czwórka ze sternikiem –  brązowy medal,
- 1995 – Mistrzostwa Świata Seniorów, Tampere – czwórka ze sternikiem –  brązowy medal,
- 33-krotny mistrz Polski.

Grzegorz Stellak – wychowanek klubu, medalista olimpijski. Jego najlepsze wyniki:
- 1980 –  Igrzyska Olimpijskie, Moskwa – czwórka ze sternikiem –  brązowy medal,
- 1976 –  Igrzyska Olimpijskie, Montreal – dwójka ze sternikiem – VI miejsce,
- 1972 –  Igrzyska Olimpijskie, Monachium – ósemka – VI miejsce,
- 1975 – Mistrzostwa Świata Seniorów, Nottingham – dwójka ze sternikiem –  srebrny medal,
- 1969 – Mistrzostwa Świata Juniorów (nieoficjalne), Neapol – dwójka ze sternikiem –  srebrny medal,
- wielokrotny mistrz Polski.

Michał Cieślak – sternik PTW Płock. Jego największe sukcesy to:
- 1992 –  Igrzyska Olimpijskie, Barcelona – czwórka ze sternikiem –  brązowy medal,
- 1991 – Mistrzostwa Świata Seniorów, Wiedeń – czwórka ze sternikiem –  brązowy medal,
- wielokrotny mistrz Polski.

Sławomir Maciejowski – wychowanek klubu, olimpijczyk z Monachium. Jego najlepsze wyniki:
- 1972 –  Igrzyska Olimpijskie, Monachium – ósemka – VI miejsce,
- 1969 – Mistrzostwa Świata Juniorów (nieoficjalne), Neapol – dwójka ze sternikiem –  srebrny medal,
- wielokrotny mistrz Polski.

Piotr Buchalski – wychowanek klubu, olimpijczyk, medalista mistrzostw Europy seniorów i mistrz świata juniorów.  Jego największe osiągnięcia:
- 2004 –  Igrzyska Olimpijskie, Ateny – ósemka – VIII miejsce,
- 2007 – Mistrzostwa Europy Seniorów, Poznań – ósemka –  srebrny medal,
- 2008 – Mistrzostwa Europy Seniorów, Ateny – ósemka –  brązowy medal,
- 1999 – Mistrzostwa Świata Juniorów, Płowdiw – ósemka –  złoty medal.

Bogdan Zalewski – wychowanek klubu, olimpijczyk, medalista mistrzostw Europy seniorów i mistrz świata juniorów. Jego sukcesy:
- 2004 –  Igrzyska Olimpijskie, Ateny – ósemka – VIII miejsce,
- 2007 – Mistrzostwa Europy Seniorów, Poznań – ósemka –  srebrny medal,
- 1999 – Mistrzostwa Świata Juniorów, Płowdiw – ósemka –  złoty medal.

Stanisław Wierzbicki – wychowanek klubu, olimpijczyk z Moskwy. Jego najlepszy wynik:
- 1980 –  Igrzyska Olimpijskie, Moskwa – czwórka podwójna – VII miejsce.

Elżbieta Jankowska – wychowanka PTW Płock, pierwsza jego wioślarka na igrzyskach olimpijskich. W okresie reprezentowania PTW Płock, osiągnęła wyniki:
- 1988 –  Igrzyska Olimpijskie, Seul – czwórka ze sterniczką – VIII miejsce,
- 1985 – Mistrzostwa Świata Seniorów, Hazewinkel – czwórka ze sterniczką – V miejsce,
- 1986 – Akademickie Mistrzostwa Swiata, Amsterdam – dwójka podwójna –  złoty medal na 2000m i 500m.

Jacek Streich – wychowanek Budowlanych Toruń. W okresie reprezentowania PTW Płock (1987-1989), odnotował następujące sukcesy:
- 1988 –  Igrzyska Olimpijskie, Seul – dwójka ze sternikiem – IX miejsce,
- kilkukrotny mistrz Polski,
- Już jako zawodnik Zawiszy Bydgoszcz zdobył brąz na Igrzyskach Olimpijskich w 1992 i trzy medale mistrzostw świata.

Włodzimierz Chmielewski – sternik, olimpijczyk z Montrealu. Jego najlepsze wyniki:
- 1976 –  Igrzyska Olimpijskie, Montreal – czwórka ze sternikiem – VIII miejsce,
- 1977 – Mistrzostwa Świata Seniorów, Amsterdam – czwórka ze sternikiem – VIII miejsce.

Tomasz Tomiak – wychowanek PTW Płock. W okresie reprezentowania klubu (1983-1988), odnotował następujące sukcesy:
- 1985 – Mistrzostwa Świata Juniorów Brandenburg – IV miejsce,
- kilkukrotny mistrz Polski.
- Już jako zawodnik AZS-AWF Gdańsk zdobył brąz na Igrzyskach Olimpijskich w 1992 i dwa medale mistrzostw świata.

Piotr Olszewski – wychowanek PTW Płock. W okresie reprezentowania klubu, odnotował następujące sukcesy:
- 1985 – Mistrzostwa Świata Juniorów Barcelona –  brązowy medal,
- kilkukrotny mistrz Polski.
- Już jako zawodnik AZS-AWF Gdańsk uczestniczył w Igrzyskach Olimpijskich w 1996 w Altancie i był akademickim mistrzem świata.

Juliusz Kawiecki i Stanisław Łukaszewski pierwsi mistrzowie Polski z PTW Płock (jedyni przed II wojną). Wielokrotni medaliści mistrzostw Polski. Pływali na dwójce bez sternika, ale też na dwójce ze sternikiem.

## Inne sekcje
W Płockim Towarzystwie Wioślarskim, oprócz wioślarskiej, działało kilka innych sekcji. Jeszcze w XIX wieku utworzono oddział gimnastyczny i kajakarski. Na początku wieku XX działała też sekcja kręglarska, łyżwiarska, żeglarska i pływacka. Po II wojnie światowej w klubie utworzono sekcje tenisa stołowego, szachów, piłki nożnej, tenisa ziemnego, brydża sportowego i wędkarstwa. Większość z nich miało charakter rekreacyjny.
Z sekcji tych do chwili obecnej przetrwała tylko jedna – tenisa ziemnego. Klub od 2001 roku rozgrywa turniej deblowy im. J. Chwiałkowskiego (założyciela sekcji tenisowej).